# El Molí Nou (Santa Pau)
El Molí Nou és una casa de Santa Pau (Garrotxa) inclosa a l'Inventari del Patrimoni Arquitectònic de Catalunya.

## Descripció
El Molí nou es troba al costat de la carretera comarcal Gi-524 d'Olot a Banyoles per Santa Pau i Mieres,a l'alçada del km 12. És de planta rectangular, amb planta baixa i dos pisos. Al celler hi havia instal·lat tot el necessari per a moldre el blat. Va ser construït amb pedra volcànica i carreus ben escairats als angles i finestres. El riu parteix les dues parts del molí: una per a residència dels moliners i per a moldre el blat i l'altre per a emmagatzemar els sacs. Ha sofert moltes remodelacions. Conserva els típics empostissats als tres pisos.

## Història
Històricament existiren alguns molins fariners que avui han desaparegut. El molí nou, durant un temps va ser fonda. Sobre la porta principal conserva una pedra, força desgastada, on es pot llegir: "CHATARINA CASSAl SME FESITA 10 IUNY 17 IHS 52".